# کیم سونگ-گوک (تیرانداز)
کیم سونگ-گوک (انگلیسی: Kim Song-guk؛ زادهٔ ۵ اکتبر ۱۹۸۵) تیرانداز اهل کره شمالی است.
وی در مسابقات کشوری و بین‌المللی در مجموع برندهٔ ۱ مدال برنز شده‌است.